# Bóle mięśniowo-szkieletowe

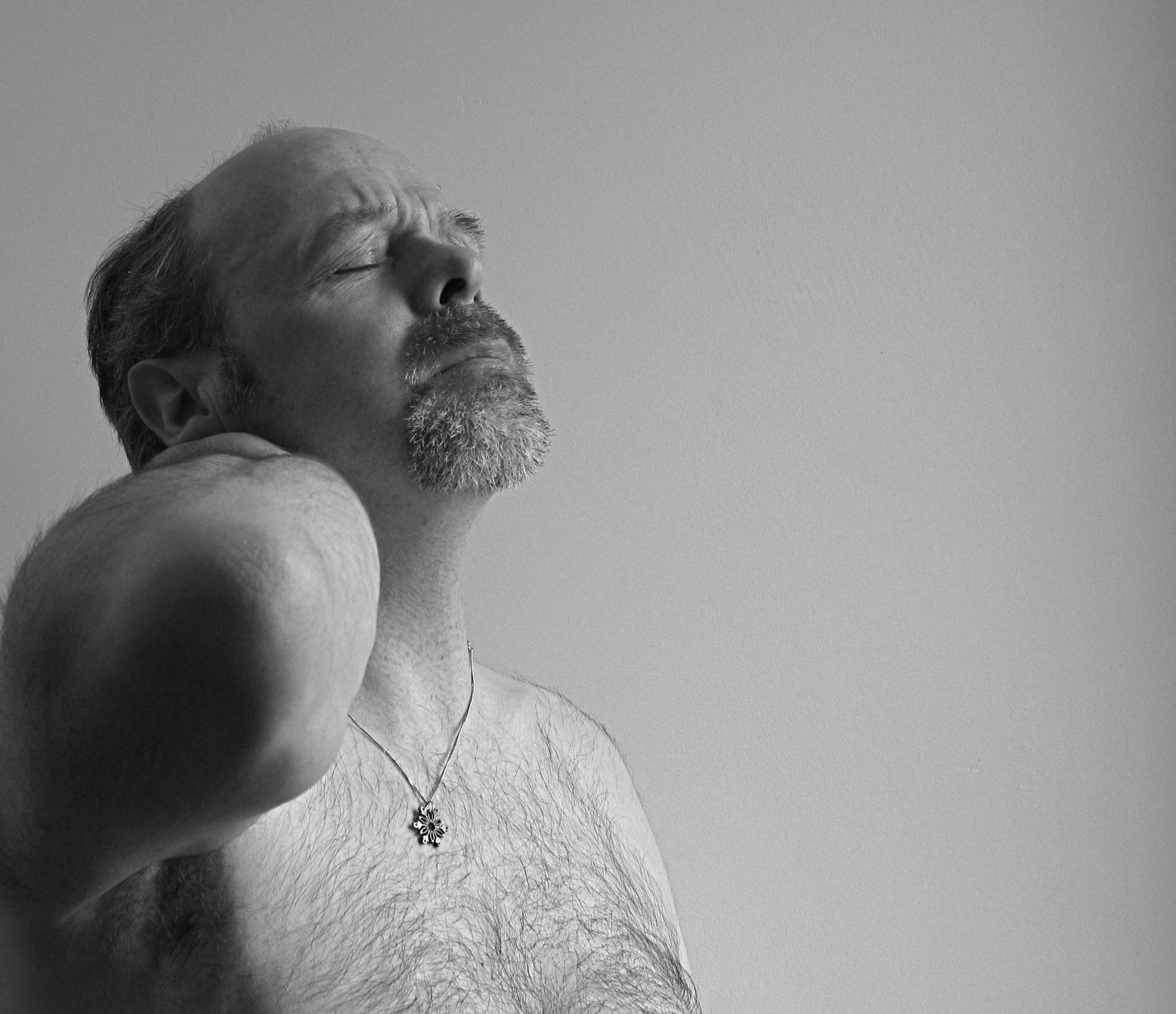
Mężczyzna odczuwający ból w odcinku szyjnym kręgosłupa

Bóle mięśniowo-szkieletowe – bóle mięśni, stawów i kości będące wynikiem zaburzeń mięśniowo-szkieletowych (ang. musculoskeletal disorders – MSD) obejmujących szeroki zakres problemów zdrowotnych. Głównie są to bóle pleców (odcinek lędźwiowy kręgosłupa), szyi (odcinek szyjny kręgosłupa), ramion oraz urazy i dolegliwości kończyn górnych i dolnych, powszechnie nazywane urazami wynikającymi z chronicznego przeciążenia organizmu. Choroby genetyczne związane z budową tkanki łącznej jak zespół Ehlersa-Danlosa mogą powodować bóle mięśniowo-stawowo-szkieletowe.

## Klasyfikacja
Bóle mięśniowo-szkieletowe zależnie od ich lokalizacji dzielone są na uogólnione i miejscowe, według czasu trwania – na ostre i przewlekłe, a według przyczyny – na pierwotne i wtórne. Z klinicznego punktu widzenia istotne jest rozróżnienie schorzeń zapalnych i niezapalnych objawiających się bólem mięśniowo-szkieletowym. Pozwala to właściwie rozpoznać naturę podstawowego procesu patologicznego będącego przyczyną dolegliwości.  
Wśród chorób zapalnych układu ruchu wyróżnia się schorzenia: 
- infekcyjne (np. zakażenie Neisseria gonorrhoea – dwoinka rzeżączki lub Mycobacterium tuberculosis – prątek gruźlicy),
- wywołane przez kryształy (np. dna moczanowa, dna rzekoma – chondrokalcynoza),
- na tle immunologicznym (np. reumatoidalne zapalenie stawów – RZS (rheumatoid arthritis – RA), toczeń rumieniowaty układowy (systemic lupus erythematosus – SLE)),
- reaktywne (np. gorączka reumatyczna, reaktywne zapalenie stawów – zespół Reitera),
- idiopatyczne (np. młodzieńcze idiopatyczne zapalenie stawów – MIZS).

Schorzenia niazapalne głównie są pochodną: 
- urazu (zerwanie stożka rotatorów),
- nieskutecznej odnowy (choroba zwyrodnieniowa stawów – osteoarthritis),
- choroby nowotworowej (barwnikowe kosmkowo-guzkowe zapalenie błony maziowej stawów),
- spotęgowania bólu (fibromialgia),
- genetyczne (zespół Ehlersa-Danlosa).

## Przyczyny
Dolegliwości mięśniowo-szkieletowe mogą być spowodowane oddziaływaniem różnych grup czynników występujących niezależnie od siebie lub łącznie: 
- fizycznych – głównie przeciążenie organizmu tak czasowe, jak i gabarytowe związane z wykonywaną pracą,
- biomechanicznych – związane z postawą ciała, np. zmęczenie układu ruchu długotrwałym i powtarzalnym przybieraniem tej samej pozycji ciała,
- organizacyjnych – nieadekwatny stosunek wysiłku do możliwości organizmu,
- psychospołecznych – czynniki psychologiczne, stres,
- osobniczych – choroby nie związane z przeciążeniem organizmu, np. nowotwory, postępujące zwyrodnienia.

Ból mięśniowo-szkieletowy może być wynikiem powtarzanych naciągnięć, przeciążeń i zaburzeń mięśniowo-szkieletowych związanych z pracą fizyczną, ale też pokłosiem zwichnięcia czy złamania lub pochodną chorób wrodzonych i zwyrodnień. Ból odczuwany w układzie ruchu może również pochodzić z obwodowego układu nerwowego, głównie z nerwów uciśniętych na ich przebiegu lub na poziomie kręgosłupa. Możliwe jest też pochodzenie naczyniowe bólu np. w przebiegu zrostowej miażdżycy tętnic i bólach z narządów wewnętrznych np. serca, dróg moczowych czy trzustki.
Schorzenia mięśniowo-szkieletowe związane z pracą obejmują upośledzenie czynności i zmiany budowy takich struktur anatomicznych, jak mięśnie, stawy, ścięgna, więzadła, nerwy, kości i miejscowy układ krążenia krwi, wywoływane lub nasilone przede wszystkim przez wykonywanie pracy oraz bezpośrednio przez oddziaływanie czynników otoczenia, w którym praca jest wykonywana.

## Objawy
Bólowi mięśniowo-szkieletowemu przy schorzeniach zapalnych towarzyszą wszystkie lub niektóre z następujących objawów: 
- zapalnych (rumień, ocieplenie otaczających miejsce bólowe tkanek, obrzęk),
- ogólnoustrojowych (przedłużająca się sztywność poranna, zmęczenie, gorączka, utrata masy ciała),
- laboratoryjnych wykładników zapalenia (podwyższony wskaźnik opadania krwinek czerwonych (OB – odczyn Biernackiego) lub podwyższone stężenie białka C-reaktywnego, trombocytoza, niedokrwistość spowodowana przewlekłą chorobą lub hipoalbuminemia).

Schorzenia niezapalne często charakteryzują się bólem bez obrzęku lub bez ocieplenia, brakiem objawów zapalenia i objawów ogólnoustrojowych, niewielkiego stopnia sztywnością poranną bądź jej brakiem.  
Bóle mięśniowo-szkieletowe pojawiają się w różnych okolicznościach, przybierają różne formy i mają różne pochodzenie świadczące o różnych zespołach chorobowych:   
- bóle poranne połączone ze sztywnością w obrębie stawów nawet do kilku godzin po długotrwałym odpoczynku i zmniejszające się pod wpływem aktywności bądź zastosowaniu środków przeciwzapalnych mogą świadczyć o schorzeniu zapalnym typu RZS.
- sztywność wywoływana przez krótkie okresy odpoczynku, występująca przejściowo, zazwyczaj krócej niż 60 min i nasilająca się pod wpływem aktywności zwykle jest związana ze schorzeniami niezapalnymi.
- bóle poranne połączone z uczuciem sztywności, bezsennością i porannym zmęczeniem są typowe dla zespołu fibromialgii.
- bóle przy ruchu po dłuższym spoczynku się towarzyszą zwyrodnieniom, głównie koksartrozie i gonartrozie.
- bóle występujące po przyjęciu pozycji siedzącej lub stojącej mogą mieć swoje źródło w kompensacyjnych zmianach trzonów kręgowych.
- bóle pojawiające się przy kaszlu, kichaniu, schylaniu się przy prostych kolanach lub siedzeniu bez oparcia bądź przy oparciu odchylonym, np. podczas jazdy samochodem są typowe dla dyskopatii lędźwiowej.
- bóle zwykłe o charakterze parestezji, pojawiające się w rękach, głównie w czasie snu są najczęściej wynikiem ucisku na nerw pośrodkowy w kanale nadgarstka.
- bóle pojawiające się wyłącznie lub prawie wyłącznie podczas ruchu zwykle o charakterze bólu przeszywającego, ostrego, chwilowo paraliżującego są typowe dla entezopatii.
- bóle nocne mięśniowo-szkieletowe są charakterystyczne dla procesów nowotworowych oraz procesów zapalnych kręgosłupa, jak zesztywniające zapalenie stawów kręgosłupa (ZZSK) czy zapalenie stawów krzyżowo-biodrowych.
- bóle kolan przy schorzeniu ze schodów są zwykle sygnałem procesu zwyrodnieniowego, głównie konfliktu rzepkowo-udowego.

## Diagnostyka
Dolegliwości ze strony układu mięśniowo-szkieletowego stanowią przyczynę ponad 315 milionów wizyt pacjentów w poradniach rocznie. Wiele spośród stanów bólowych układu mięśniowo-szkieletowego to schorzenia samoograniczające się i wymagające niezbyt zaawansowanej oceny oraz terapii objawowej. U niektórych pacjentów objawy mięśniowo-szkieletowe mogą jednak zwiastować bardziej poważne stany chorobowe, wymagające dalszej oceny i dodatkowych badań laboratoryjnych w celu rozpoznania natury procesu patologicznego.
Wstępnym celem postępowania lekarza jest przeprowadzenie diagnostyki służącej rozpoznaniu przyczyny zmian i wdrożeniu właściwego leczenia przy jednoczesnym ograniczeniu nadmiernej liczby badań diagnostycznych. Do stanów nagłych – wymagających szybkiej diagnozy – należą:  
- septyczne zapalenie stawów,
- ostre indukowane przez kryształy zapalenie stawów (np. dna moczanowa),
- złamania.

Postawieniu właściwej diagnozy służy wywiad z pacjentem, badanie fizykalne oraz – gdy istnieją wskazania – badania laboratoryjne. Wiele schorzeń mięśniowo-szkieletowych początkowo przypomina inne choroby, stąd właściwe rozpoznanie wymaga czasu, w którym zmiany ulegną ewolucji do stanu, w którym będą łatwiejsze do zdefiniowania.

## Leczenie
Dobór terapii bólu mięśniowo-szkieletowego jest zależny od zespołu chorobowego zdiagnozowanego jako przyczynę doznań bólowych. W stanach pourazowych (zwichnięcia, złamania) oraz przy schorzeniach układu ruchu takich jak choroba zwyrodnieniowa stawów czy kręgosłupa, reumatoidalne zapalenie stawów itp. pacjentom zalecana jest fizykoterapia w postaci: 
- elektroterapii – m.in.: prądy diadynamiczne, jonoforeza, prądy Traberta i inne,
- magnetoterapii – z wykorzystaniem pola magnetycznego małej częstotliwości,
- krioterapii – terapia nośnikami zimna w celu odprowadzenia ciepła z organizmu,
- sonoterapii – ultradźwięki do mikromasażu i rozgrzania miejsca będącego ośrodkiem bólu,
- termoterapii – dostarczenie energii cieplnej do organizmu.

W leczeniu bólów mięśniowo-szkieletowych zastosowanie znajdują również odpowiednio dobrane ćwiczenia fizjoterapeutyczne (np. metoda Kaltenborna-Evjentha, metoda McKenziego, metoda S-E-T). 
W dolegliwościach bólowych układu kostnego, układu mięśniowego oraz stawów pacjenci mogą sięgnąć po środki farmakologiczne – paracetamol, tramadol czy substancje z grupy niesteroidowych leków przeciwzapalnych (NLPZ), jak ibuprofen, diklofenak, ketoprofen, metamizol bądź deksketoprofen). Najczęstsze przeciwwskazania do stosowania systemowych NLPZ to: 
- nadwrażliwość na substancję czynną lub którąkolwiek substancję pomocniczą produktu leczniczego,
- nie należy stosować leku u osób, u których podanie kwasu acetylosalicylowego lub niesteroidowych leków przeciwzapalnych było przyczyną wystąpienia napadu astmy, skurczu oskrzeli, pokrzywki,
- niespecyficzne zaburzenia krwiotworzenia lub zaburzenia krzepnięcia krwi,
- czynne lub nawracające owrzodzenia/krwawienia z przewodu pokarmowego (dwa lub więcej oddzielne epizody potwierdzonego owrzodzenia lub krwawienia),
- perforacja lub krwawienia z przewodu pokarmowego, związane z leczeniem NLPZ w wywiadzie,
- czynne krwawienia z naczyń mózgowych,
- ciężka niewydolności wątroby lub nerek,
- ciężka niewydolność serca,
- trzeci trymestr ciąży

Stosowanie u dzieci i młodzieży jest różne – należy stosować zgodnie z rejestracją.